# Georgia en los Juegos Olímpicos de Pekín 2008
Georgia estuvo representada en los Juegos Olímpicos de Pekín 2008 por un total de 35 deportistas que compitieron en 11 deportes.  
El portador de la bandera en la ceremonia de apertura fue el luchador Ramaz Nozadze.

## Medallistas
El equipo olímpico georgiano obtuvo las siguientes medallas:
| Nombre               | Deporte            | Competición            |
| -------------------- | ------------------ | ---------------------- |
| Oro                  |                    |                        |
| Irakli Tsirekidze    | Judo               | –90 kg M               |
| Manuchar Kvirkvelia  | Lucha grecorromana | 74 kg M                |
| Revaz Mindorashvili  | Lucha libre        | 84 kg M                |
| Plata                |                    |                        |
| Arsen Kasabiyev      | Halterofilia       | 94 kg M                |
| Guiorgui Gogshelidze | Lucha libre        | 96 kg M                |
| Bronce               |                    |                        |
| Otar Tushishvili     | Lucha libre        | 66 kg M                |
| Nino Salukvadze      | Tiro               | Pistola de aire 10 m F |